# Segona Guerra de Kandy
La segona guerra de Kandy fou un conflicte entre Gran Bretanya i el regne de Uda Rata (anomenat Kandy pels britànics). Es va lliurar el 1815.
La cadena d'esdeveniments que condueixen directament a la guerra va començar amb la humiliació de Ehelepola, nebot i successor de Pilima Talauve com a primer adigar (primer ministre). Ehelepola havia participat en diverses intrigues contra el ja profundament impopular rei Sri Vikrama Rajasinha des del seu nomenament el 1810. En 1814 les seves accions van ser descobertes i el noble va fugir a territori britànic. El rei furiós va agafar a tota la família de Ehelepola (esposa i tres fills) i els va fer matar de diverses maneres horribles. Les morts van commocionar a l'aristocràcia singalesa que es va rebel·lar obertament contra el rei i va calar foc al seu palau fent-lo fugir a una fortalesa a Hanguranketa.
John D'Oyly, mentrestant, havia estat aconsellant al governador Brownrigg des de feia algun temps, assegurant que els nobles de Kandy estaven disposats a cooperar amb qualsevol intent britànic per desallotjar a Sri Vikrama Rajasinha. les tropes de Kandy van travessar la frontera amb els britànics buscant a Ehelepola, i van atacar la guarnició britànica a Sitawaka; això era suficient provocació per Brownrigg per enviar una força a Kandy. La situació es va veure agreujada per l'arribada d'un grup de comerciants britànics que Sri Vikrama Rajasingha havia fet agafar i havia ordenat mutilar-los a Hanguranketa.
Les forces britàniques es van reunir per iniciar la marxa cap al centre del regne i van trobar escassa resistència arribant davant de Kandy el 10 de febrer de 1815, acompanyats per John d'Oyly; Brownrigg va informar a l'Almirallat que "convidats pels caps i ben rebuts per les aclamacions del poble, les forces de Sa Majestat Britànica, han entrat en el territori de Kandy i penetrat a la capital. La divina Providència ha beneït els seus esforços amb èxit uniforme i completa victòria. El governant de les províncies de l'interior ha caigut a les nostres mans i el govern roman a disposició del representant de Sa Majestat". Alguns dies després, el 14, l'amagatall de Sri Vikrama Rajasinha va ser descobert; el deposat rei fou exiliat amb el seu harem, a Fort Vellore a l'Índia Britànica, on va morir 17 anys més tard. El seu fill i possible hereu, va morir sense fills el 1842.
L'esdeveniment més important després de l'arribada de les forces britàniques a Kandy va ser la signatura de la Convenció de Kandy. Essencialment un tractat d'annexió, es va acordar el 2 de març de 1815 després de negociacions entre John d'Oyly i els nobles de Kandy. Els ponts centrals de l'acord van ser:
- Sri Wickrema Rajasinha', el rei 'malabari', renuncia a les pretensions al tron de Kandy.
- El rei es declara caigut i deposat i els drets de la seva dinastia hereditària, abolits i extingits.
- Tots els seus parents mascles són desterrats de l'illa.
- El domini és exercit pel sobirà de l'Imperi Britànic, que es realitzarà mitjançant governadors colonials, excepte en el cas dels Adikarams, Disawes, Mohottales, Korales, Vidanes i altres funcionaris subordinats que conserven els drets, privilegis i poders dins els seus rangs respectius .
- La religió del budisme es declara inviolable i s'afirma el seu dret a ser mantinguda i protegida.
- Totes les formes de tortures físiques i mutilacions són abolits.
- El governador és l'únic que pot condemnar una persona a la mort i tots els càstigs a la pena capital tindran lloc en presència d'agents autoritzats del Govern.
- Tota la justícia civil i criminal a Kandy serà administrada d'acord amb les normes i costums establertes al país, el govern es reserva els drets d'interposició quan i on sigui necessari.
- Altres posicions no singaleses romanen amb els mateixos privilegis com anteriorment d'acord amb la llei britànica.
- La proclama de l'annexió dels Tres i Quatre Korales i de Sabaragamuwa queda derogada.
- Les quotes i la recol·lecció d'impostos seràn per al rei d'Anglaterra, així com per al manteniment dels establiments interns a l'illa.
- El governador ha de facilitar el comerç i els intercanvis.

Els signants de la convenció eren el governador Brownrigg, Ehelepola i els senyors (anomenats 'dissawes' en singalès) Molligoda, Pilimatalawe el Vell, Pilimatalawa el Jove, Monerawila, Molligoda el Jove, Dullewe, Ratwatte, Millawa, Galgama i Galegoda. Les firmes van ser validades per D'Oyly, que es va convertir en resident britànic i governador efectiu de la regió interior, i el seu secretari privat James Sutherland.
La convenció és interessant en molts aspectes. Representa la transferència teòricament voluntària de l'autoritat a Kandy als britànics, i de fet els esdeveniments posteriors van mostrar que la noblesa de Kandy tenia l'esperança que simplement estaven reemplaçant a un mestre mal·leable (la monarquia Nayakkar) amb un altre (els britànics). De fet, Ehelepola sembla haver esperat que el nou mestre no seria la britànica en absolut, sinó ell mateix.
Els nobles i potentats religioses de Kandy també es van mostrar inflexibles en la inclusió de la clàusula 5, relativa a la protecció del budisme. Més tard, el 1815, els caps dels monestirs budistes a Malwatte i Asgiriya es van reunir i van extreure del governador Brownrigg la garantia que el budisme no es veuria compromesa. Això incloïa la prohibició del proselitisme i de les missions.